# Medaliści igrzysk olimpijskich w polo
Medaliści igrzysk olimpijskich w polo:
| Rok i miejsce  | Złoto | Srebro | Brąz |
| -------------- | --- | --- | --- |
| 1900 Paryż     | Foxhunters Hurlingham John Beresford Denis St. George Daly Alfred Rawlinson Foxhall Parker Keene Frank MacKey           | BLO Polo Club Rugby Walter Buckmaster Frederick Freake Jean de Madre Walter McCreery | Bagatelle Polo Club de Paris · Robert Fournier-Sarlovèze · Maurice Raoul-Duval · Edouard Alphonse de Rothschild · Frederick Agnew Gill · Meksyk · Eustaquio de Escandón · Manuel de Escandón · Pablo de Escandón · Guillermo Hayden Wright |
| 1908 Londyn    | Wielka Brytania Roehampton · Charles Darley Miller · George Arthur Miller · Patteson Nickalls · Herbert Haydon Wilson · | Wielka Brytania Ireland · John Hardress Lloyd · John Paul McCann · Percy O’Reilly · Auston Rotherham · Wielka Brytania Hurlingham · Walter Buckmaster · Frederick Freake · Walter Jones · John Wodehouse, 3rd Earl of Kimberley | – |
| 1920 Antwerpia | Wielka Brytania · Teignmouth Melville · Frederick Barrett · Lord Wodehouse · Vivian Lockett ·                           | Hiszpania · Leopoldo de La Maza · Justo de San Miguel · Alvaro de Figueroa · José de Figueroa · The Duke of Peñaranda de Duero · The Duke of Alba ·                                                                             | Stany Zjednoczone · Arthur Harris · Terry Allen · John Montgomery · Nelson Margetts |
| 1924 Paryż     | Argentyna · Arturo Kenny · Juan Miles · Guillermo Naylor · Juan Nelson · Enrique Padilla ·                              | Stany Zjednoczone · Elmer Boeseke · Tommy Hitchcock Jr. · Frederick Roe · Rodman Wanamaker · | Wielka Brytania · Frederick Barrett · Dennis Bingham · Fred Guest · Kinnear Wise |
| 1936 Berlin    | Argentyna · Manuel Andrada · Roberto Cavanagh · Luis Duggan · Andrés Gazzotti ·                                         | Wielka Brytania · David Dawnay · Bryan Fowler · Humphrey Guinness · William Hinde · | Meksyk · Juan Gracia · Julio Mueller · Antonio Nava · Alberto Ramos |